# Yves-Emmanuel Dogbé
Yves-Emmanuel Dogbé, né le 10 mai 1939 à Lomé Kpéhénou et mort le 7 novembre 2004 à Paris 10e,, est un homme de lettres togolais, philosophe, sociologue, enseignant, romancier, poète et essayiste. Il est aussi le fondateur des éditions Akpagnon. Il a fait ses études primaires et secondaire au Togo, au Benin et au Ghana. Après quelques années passées dans le monde enseignant , il part en France ou il a étudié à l'école des Hautes Etudes en Sciences Sociales à la Sorbonne et à l'Université René Descartes au sein de laquelle il obtint un doctorat de 3eme cycle avec une thèse sur la négritude. Auteur d'une étude sur la crise de l'éducation , Yves-Emmanuel Dogbé a travaillé dans plusieurs organismes de recherches en France et au Togo.

## Biographie
Docteur en Sociologie, il est l'auteur d'une thèse de 3e cycle de sociologie, Négritude, culture et civilisation : essai sur la finalité des faits sociaux humains, soutenue à l'Université Paris-Descartes en 1973.
En 1979 il fonde sa propre maison d'édition, Akpagnon (du nom de son père). L'année suivante il publie une Anthologie de la poésie togolaise, ainsi que des Contes et légendes du Togo avec des textes de Jean Agblémagnon et Paul Akakpo Typamm. Par la suite Akpagnon publie d'autres auteurs, tels que : Félix Couchoro, Nayé Inawissi, Arzouma Lamboni, Augustin Batita Talakaena, David Ananou (en), Richard Dogbeh, Edwige Edorh, également la quasi-totalité de l'œuvre d'Yves-Emmanuel Dogbé lui-même.

## Sélection de publications
- La crise de l'éducation, Nouvelles éditions africaines, Dakar, 1975[5]
- Fables africaines, L'Harmattan, Paris, 1978 (rééd. ult.)[6]
- « Critique littéraire et tendances critiques des littératures africaines », in L'Afrique littéraire et artistique, no 50, 1978, p. 15-20
- La victime : roman, Akpagnon, Le-Mée-sur-Seine, 1979
- Anthologie de la poésie togolaise, Lomé 1980
- Flamme blême, Akpagnon, Le-Mée-sur-Seine, 1980 (précédemment paru sous le titre Affres)
- Contes et Légendes du Togo (Français - Ewé), Togo Gliwo kplé Jutinyawo, Lomé 1982
- L'incarcéré : roman, Akpagnon, Lomé, 1980 (rééd. en 2000)
- Morne soliloque ; (précédé de) L'Art de la nouvelle poésie, Akpagnon, Le-Mée-sur-Seine, 1982 (L'Art de la nouvelle poésie est extrait de L'Afrique littéraire et artistique, no 46, 1977)
- Le divin amour, Akpagnon, Lomé, 1982
- Lettre ouverte aux pauvres d'Afrique ; (suivi de) Participation populaire et développement, Akpagnon, Le-Mée-sur-Seine, 1983
- Réflexions sur la promotion du livre africain, Akpagnon, Le-Mée-sur-Seine, 1984
- L'homme de Bê : récit, Akpagnon, Lomé, 1989
- Le renouveau démocratique au Togo, Lomé 1991
- Réflexions sur le bien-être, essai philosophique, Lomé 1994
- Le miroir : roman, Akpagnon, Lomé, 1995, réédité en 2005 (compte-rendu de lecture par Koffi Anyinefa, Togo littéraire, février 2010, en ligne )
- Nouvelle anthologie de la poésie togolaise, Lomé 1998
- Savoir vivre, volume 1, Lomé 1998
- Le jardin intérieur : poèmes, Akpagnon, Lomé, 1999
- L'essentialisme est aussi un humanisme, Akpagnon, Lomé, 2000

## Distinctions
En 2002, le Grand prix littéraire d'Afrique noire lui est attribué hors-concours pour l'ensemble de son œuvre.